# Amundsen Plain
Amundsen Plain är en djuphavsslätt i Antarktis. Den ligger i havet utanför Västantarktis. Inget land gör anspråk på området.